# 16. oktober
16. oktober er dag 289 i året i den gregorianske kalender (dag 290 i skudår). Der er 76 dage tilbage af året. Dagen er Verdens fødevaredag.
Gallus dag, efter en from munk, der afslog adskillige tilbud om høje kirkelige poster og døde i sin celle i år 640. Her blev han også begravet, og henover graven blev klosteret St. Gallen senere opført. 

### Begivenheder
Født - Dødsfald
- 1534 - Slaget ved Svenstrup
- 1793 - Den franske dronning Marie-Antoinette findes skyldig i forræderi og guillotineres i Paris.
- 1815 - Ekskejser Napoleon ankommer til St. Helena, den britiske kronkoloni, hvortil han er forvist.
- 1834 - Parlamentsbygningen i Westminster, London, ødelægges ved en brand.
- 1923 - Walt Disney grundlægger The Walt Disney Company sammen med sin bror, Roy.
- 1934 - Mao Zedong indleder den Lange March - 10.000 km fra Sydkina til Yunnan i den nordvestlige del af landet
- 1946 - De 10 dødsdømte ved Nürnbergprocessen henrettes ved hængning.
- 1949 - Den græske borgerkrig slutter efter 5 års kampe.
- 1953 - Hospitalsskibet Jutlandia vender tilbage efter sit 3. og sidste togt i Koreakrigen.
- 1964 - Kina sprænger sin første atombombe.
- 1968 - De to sorte amerikanske atleter, Tommie Smith og John Carlos, udelukkes fra det amerikanske hold efter at have givet en Black Power-hilsen i forbindelse med en medaljeceremoni under Sommer-OL 1968.
- 1978 - Den polske kardinal Karol Wojtyla vælges til pave under navnet Johannes Paul 2. Han bliver første ikke-italienske pave siden 1523 og den yngste i det 20. århundrede.
- 1984 - Den sydafrikanske biskop Desmond Tutu modtager Nobels fredspris.
- 1994 - Finland stemmer med et flertal på 57,1% "ja" til at træde ind i EU.
- 2012 - Netflix introduceres på det danske marked.

### Født
- 1777 - J.L. Lund, tysk/dansk maler (død 1867).
- 1803 - Robert Stephenson, engelsk ingeniør (død 1859).
- 1829 - Sophus Berendsen, dansk grundlægger (død 1884).
- 1854 - Oscar Wilde irsk forfatter (død 1900).
- 1864 - Vilhelm Andersen, dansk forfatter og litteraturhistoriker (død 1953).
- 1870 - Helge Rode, dansk forfatter (død 1937).
- 1881 - Vilhelm Buhl, dansk politiker og minister (død 1954).
- 1886 - David Ben-Gurion, israelsk politiker og præsident (død 1973).
- 1888 - Eugene O'Neill, amerikansk forfatter (død 1953).
- 1890 - Michael Collins, irsk nationalist (død 1922).
- 1908 - Enver Hoxha, albansk kommunistleder (død 1985).
- 1909 - Palle Lauring, dansk forfatter (død 1996).
- 1912 - Clifford Hansen, amerikansk politiker (død 2009).
- 1914 - Zahir Shah, Afghanistans sidste konge (død 2007).
- 1923 - Bert Kaempfert, tysk orkesterleder og komponist (død 1980).
- 1925 - Angela Lansbury, engelsk skuespillerinde (død 2022).
- 1927 - Günter Grass, tysk forfatter (død 2015).
- 1944 - Patsy Watchorn, irsk musiker fra Dublin City Ramblers og The Dubliners.
- 1947 - Ole Neumann, dansk skuespiller.
- 1951 - Anders Hjulmand, dansk advokat.
- 1955 - Søren Pilmark, dansk skuespiller.
- 1960 - Birgitte Simonsen, dansk skuespillerinde.
- 1965 - Kenneth Thordal, dansk sanger og sangskriver.
- 1965   - Ann Eleonora Jørgensen, dansk skuespiller.
- 1965   - Giordano Bellincampi, italienskfødt dansk operachef.
- 1977 - John Clayton Mayer, amerikansk musiker.

### Dødsfald
- 1750 - Ernst Henrich Berling, tysk/dansk bogtrykker. (født 1708).
- 1793 - Marie Antoinette, fransk dronning. (født 1755) - henrettet.
- 1925 - Christian Krohg, norsk maler. (født 1852).
- 1946 - Joachim von Ribbentrop, tysk politiker og udenrigsminister. (født 1893) - henrettet
- 1978 - Edgar Kant, estisk geograf. (født 1902).
- 1981 - Moshe Dayan, israelsk general og politiker. (født 1915).
- 1990 - Art Blakey, amerikansk jazztrommeslager. (født 1919).
- 2000 - Mel Carnahan, amerikansk politiker (født 1934).
- 2002 – Per Bak, dansk teoretisk fysiker (født 2002).
- 2007 - Anders Johan Stæhr Storrud, dansk major. (født 1973).
- 2010 - Barbara Billingsley, amerikansk skuespillerinde (født 1915).
- 2011 - Dan Wheldon, engelsk racerkører (født 1978).
- 2013 - Ed Lauter, amerikansk skuespiller (født 1938).
- 2014 - Tim Hauser, amerikansk sanger (født 1941).
- 2017 - Roy Dotrice, engelsk skuespiller (født 1923).
- 2024 - Liam Payne - engelsk sanger (født 1993)

|  | Denne datoartikel kan blive bedre, hvis der indsættes et (bedre) billede Du kan hjælpe ved at afsøge Wikimedia Commons for et passende billede eller uploade et godt billede til Wikimedia Commons iht. de tilladte licenser og indsætte det i artiklen. |